# Liste der Gemarkungen im Landkreis Miesbach
In der Liste der Gemarkungen im Landkreis Miesbach werden die 30 Gemarkungen mit 39 Gemarkungsteilen im Landkreis Miesbach aufgezeigt. 
Die 7 Gemarkungen Föching, Gotzing, Reichersdorf, Parsberg, Niklasreuth, Hausham  und Wörnsmühl haben Gemarkungsteile in mehreren benachbarten Gemeinden.
Bei den 7 Gemarkungen Bad Wiessee, Bayrischzell, Kreuth, Otterfing, Rottach-Egern, Schliersee und Tegernsee entspricht die Fläche der Gemarkung dem Gemeindegebiet der namensgleichen Gemeinde.
Die größte Anzahl unterschiedlicher Gemarkungen (6) gibt es in der Marktgemeinde Miesbach.
Im Landkreis Miesbach gibt es kein gemeindefreies Gebiet.
| Gemarkung         | Gemarkungs- schlüssel | Gemarkungs- teil | Gemeinde gemeindefreies Gebiet |
| ----------------- | --------------------- | ---------------- | ------------------------------ |
| Bad Wiessee       | 9423                  | 0                | Bad Wiessee                    |
| Bayrischzell      | 9522                  | 0                | Bayrischzell                   |
| Dürnbach          | 9421                  | 0                | Gmund a.Tegernsee              |
| Fischbachau       | 9520                  | 0                | Fischbachau                    |
| Föching           | 9504                  | 0                | Holzkirchen                    |
| Föching           | 9504                  | 1                | Valley                         |
| Gmund a.Tegernsee | 9422                  | 0                | Gmund a.Tegernsee              |
| Gotzing           | 9509                  | 0                | Warngau                        |
| Gotzing           | 9509                  | 1                | Weyarn                         |
| Hartpenning       | 9502                  | 0                | Holzkirchen                    |
| Hausham           | 9517                  | 0                | Hausham                        |
| Hausham           | 9517                  | 1                | Miesbach                       |
| Holzkirchen       | 9503                  | 0                | Holzkirchen                    |
| Holzolling        | 9506                  | 0                | Weyarn                         |
| Hundham           | 9519                  | 0                | Fischbachau                    |
| Irschenberg       | 9512                  | 0                | Irschenberg                    |
| Kreuth            | 9425                  | 0                | Kreuth                         |
| Miesbach          | 9514                  | 0                | Miesbach                       |
| Niklasreuth       | 9516                  | 0                | Fischbachau                    |
| Niklasreuth       | 9516                  | 1                | Irschenberg                    |
| Niklasreuth       | 9516                  | 2                | Miesbach                       |
| Otterfing         | 9501                  | 0                | Otterfing                      |
| Parsberg          | 9515                  | 0                | Irschenberg                    |
| Parsberg          | 9515                  | 1                | Miesbach                       |
| Reichersdorf      | 9511                  | 0                | Irschenberg                    |
| Reichersdorf      | 9511                  | 1                | Weyarn                         |
| Rottach-Egern     | 9426                  | 0                | Rottach-Egern                  |
| Schaftlach        | 9419                  | 0                | Waakirchen                     |
| Schliersee        | 9521                  | 0                | Schliersee                     |
| Tegernsee         | 9424                  | 0                | Tegernsee                      |
| Valley            | 9505                  | 0                | Valley                         |
| Waakirchen        | 9420                  | 0                | Waakirchen                     |
| Wall              | 9508                  | 0                | Warngau                        |
| Warngau           | 9507                  | 0                | Warngau                        |
| Wattersdorf       | 9510                  | 0                | Weyarn                         |
| Wies              | 9513                  | 0                | Miesbach                       |
| Wörnsmühl         | 9518                  | 0                | Fischbachau                    |
| Wörnsmühl         | 9518                  | 1                | Hausham                        |
| Wörnsmühl         | 9518                  | 2                | Miesbach                       |

## Quelle
- Gemarkungs- und Gemeindeverzeichnis. Landesamt für Digitalisierung, Breitband und Vermessung, 14. Juli 2020, abgerufen am 29. Januar 2021.